# F-ligan för herrar
F-ligan (fi. F-liiga) är den högsta serien i innebandy för herrar i Finland. Namnet F-ligan introducerades våren 2020 i samband med ligans förnyelse av varumärket. F-ligan för både herrar och damer ägs av ett gemensamt aktiebolag i Finlands innebandyförbunds regi.
Åren 1994–2020 användes namnet Innebandyligan (fi. Salibandyliiga) och man spelade om finskt mästerskap första gången säsongen 1986/1987.

## Säsongen 2020–2021

### Klubbar
| Lag          | Ort         | Arena                           | Grundad | Tränare           |
| ------------ | ----------- | ------------------------------- | ------- | ----------------- |
| Classic      | Tammerfors  | Tampere Areena                  | 1990    | Samu Kuitunen     |
| Oilers       | Esbo        | Tapiolan urheiluhalli           | 1990    | Heikki Luukkonen  |
| Indians      | Esbo        | Otahalli                        | 1992    | Petri Timonen     |
| EräViikingit | Helsingfors | Energia Areena                  | 2016    | Bengt Lodenius    |
| Nokian KrP   | Nokia       | Raholan Liikuntakeskus          | 1997    | Jarmo Härmä       |
| TPS          | Åbo         | Kupittaan palloiluhalli         | 1995    | Janne Kainulainen |
| SPV          | Seinäjoki   | Seinäjoen Uimahalli-Urheilutalo | 1994    | Tommy Koponen     |
| Happee       | Jyväskylä   | Jyväskylän monitoimitalo        | 1989    | Mikko Lehto       |
| LASB         | Lahtis      | Lahti Energia ‑areena           | 2016    | Kalle Tyrkäs      |
| OLS          | Uleåborg    | Kastellin monitoimitalo         | 1998    | Jani Lipsanen     |
| Tiikerit     | Vanda       | Trio Sport Center               | 1997    | Miro Mäkelä       |
| Welhot       | Kuopio      | Kuopio-halli                    | 1997    | Pasi Purhonen     |
| Steelers     | Tavastehus  | Loimua Areena                   | 1996    | Tommi Ojala       |
| Jymy         | Seinäjoki   | Nurmohalli, Nurmo               | 1994    | Jarmo Eteläaho    |